# Machetornis rixosa
Machetornis rixosa е вид птица от семейство Tyrannidae, единствен представител на род Machetornis.

## Разпространение
Видът е разпространен в Аржентина, Боливия, Бразилия, Венецуела, Колумбия, Панама, Парагвай и Уругвай.